# Вята (деревня)
Вя́та — деревня в Миорском районе Витебской области Белоруссии. Входит в состав Повятского сельсовета.

## География
Деревня Вята располагается приблизительно в 18 км к северу от города Миоры, на левом берегу Западной Двины (по которой проходит протяжённый участок белорусско-латвийской границы). К западу от деревни находится место впадения реки Вята в Западную Двину.

## История
Первое упоминание о населённом пункте под названием Вята относится в 1516 году, когда великий князь литовский Сигизмунд I Старый выдал магнату Ивану Сапеге привилей на строительство крепости в устье Вяты. До 1556 года поселение принадлежало князьям Пронским, а затем перешло во владение великого коронного гетмана Николая Сенявского. Существует неподтверждённая информация, что в XVI веке в Вяте существовали две ткацкие мануфактуры, первые в Речи Посполитой.
Вятский замок присутствует на картах Великого княжества Литовского, датированных XVI—XVII веками, однако затем упоминания о нём исчезают. Вероятно, укрепление было разрушено в ходе русско-польской войны 1654—1667 годов.
Упоминания о деревне Вята вновь появляются только в 1795 году в российских источниках, уже после раздела Речи Посполитой. Деревня вошла в состав Леонпольской волости в Дисненском уезде Виленской губернии.
После советско-польской войны, завершившейся Рижским договором, деревня вместе с прочими землями Миорщины отошла к Польше. Во время Польской Республики в Вяте появились картонажная фабрика и римско-католический приход. Подавляющее большинство жителей деревни в эту пору причисляли себя к польской национальности.
В 1939 году Вята вместе с остальной территорией Западной Белоруссии была присоединена к СССР. Во время немецкой оккупации Белоруссии во время Великой Отечественной войны деревня пострадала несильно.
В послевоенное время деревня входила в состав колхоза «Светлый путь», в современной Белоруссии ставший частью агрофирмы «Мерица».
К началу XXI века от деревни осталось лишь несколько дворов. Среди местных жителей возникла поговорка: «Сперва город, потом местечко, затем деревня, а после — три халупы».

## Население
- XVIII век: 1795 год — 131 чел. (20 дворов)[6].
- XIX век: 1865 год — 61 чел.; 1893 год — 166 чел., из которых 160 католиков и 6 православных (20 дворов)[9].
- XX век: 1930-е годы — около 300 чел. (45 дворов)[6].
- XXI век: 2009 год — 11 чел.; 2013 год — 8 чел. (6 дворов)[6]; 2019 год — 5 чел.[1]

| Динамика численности населения | Динамика численности населения | Динамика численности населения | Динамика численности населения | Динамика численности населения | Динамика численности населения | Динамика численности населения |
| 1795                           | 1865                           | 1893                           | 1930-е                         | 2009                           | 2013                           | 2019                           |
| ------------------------------ | ------------------------------ | ------------------------------ | ------------------------------ | ------------------------------ | ------------------------------ | ------------------------------ |
| 131                            | ↘61                            | ↗166                           | ↗300                           | ↘11                            | ↘8                             | ↘5                             |

## Достопримечательности
В деревне Вята расположен костёл святого Иоанна Крестителя. В окрестности деревни находятся курганы, именуемые Чуриловскими.

## Известные уроженцы
- Франц Сивко (род. 1953) — белорусский писатель[11].

## Галерея

Деревня на старых фото
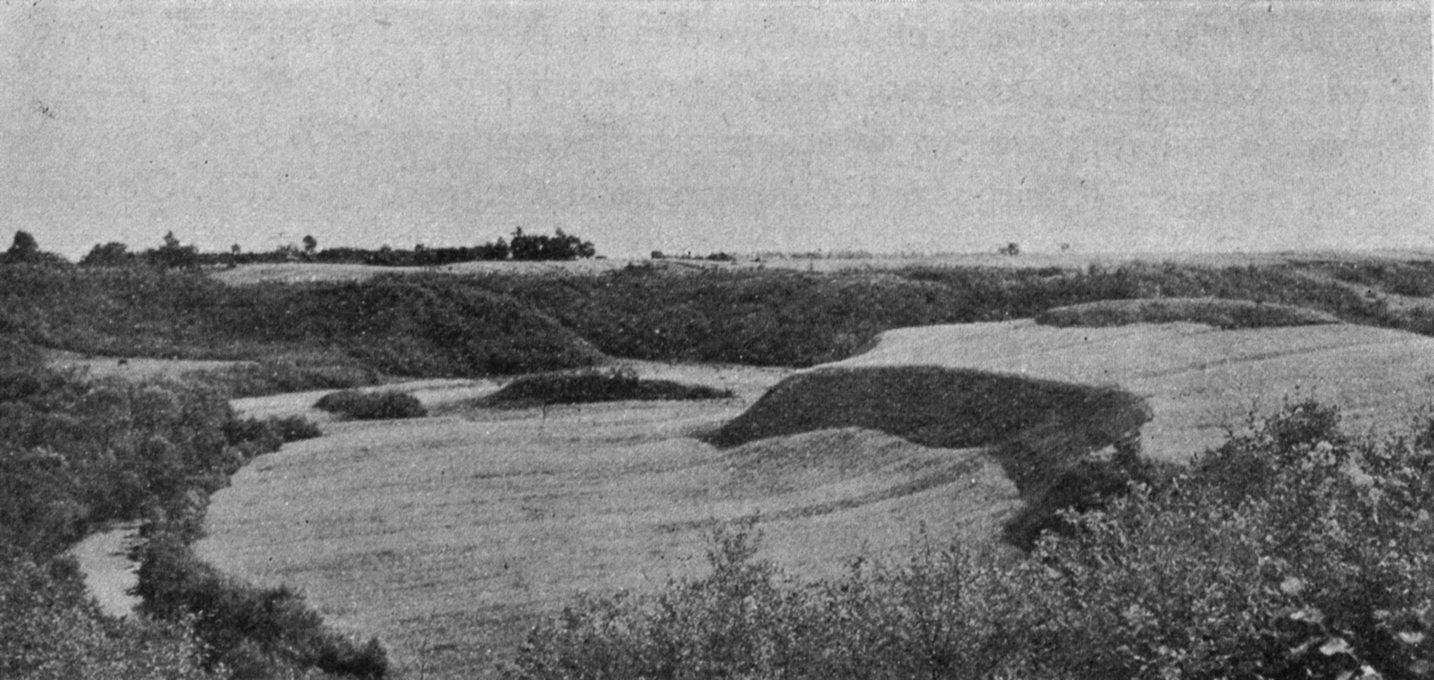
Замковые валы, 1930 год.
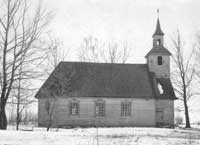
Костёл, 1937 год.
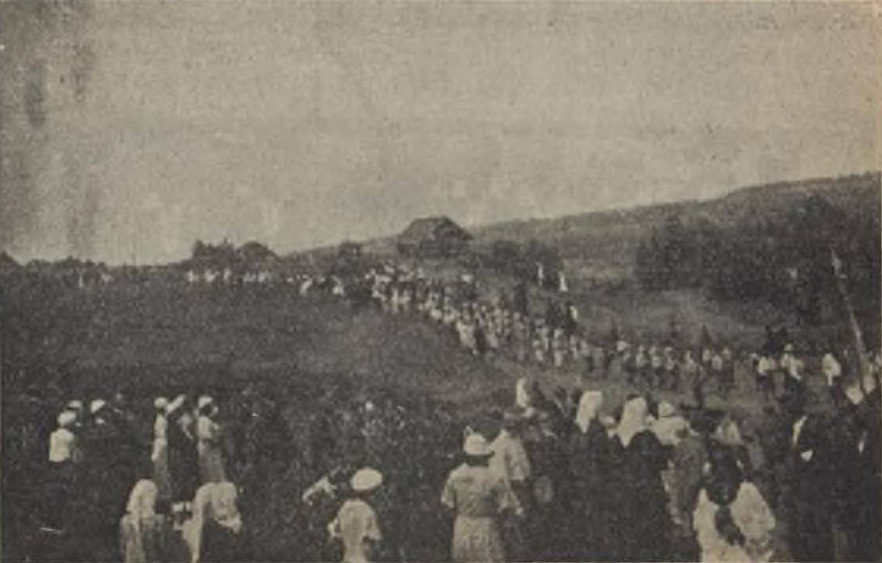
Освящение колокола, 1937 год.
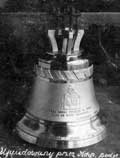
Колокол, 1937 год.